# Бівер-Дам (Вісконсин)
Бівер-Дам (англ. Beaver Dam) — місто (англ. city) в США, в окрузі Додж штату Вісконсин. Населення — 16 708 осіб (2020).

## Географія
Бівер-Дам розташований за координатами 43°28′1″ пн. ш. 88°49′55″ зх. д. / 43.46694° пн. ш. 88.83194° зх. д. (43.466981, -88.831888). За даними Бюро перепису населення США в 2010 році місто мало площу 21,17 км², з яких 17,59 км² — суходіл та 3,58 км² — водойми.

## Демографія
Згідно з переписом 2010 року, у місті мешкало 16 214 осіб у 6819 домогосподарствах у складі 4113 родин. Густота населення становила 766 осіб/км². Було 7326 помешкань (346/км²).
Расовий склад населення:
| - 93,0 % — білих - 1,0 % — азіатів - 0,8 % — чорних або афроамериканців - 0,3 % — корінних американців - 3,4 % — осіб інших рас |

До двох чи більше рас належало 1,5 %. Частка іспаномовних становила 7,5 % від усіх жителів.
За віковим діапазоном населення розподілялося таким чином: 25,1 % — особи молодші 18 років, 58,8 % — особи у віці 18—64 років, 16,1 % — особи у віці 65 років та старші. Медіана віку мешканця становила 37,7 року. На 100 осіб жіночої статі у місті припадало 93,9 чоловіків; на 100 жінок у віці від 18 років та старших — 89,7 чоловіків також старших 18 років.
Середній дохід на одне домашнє господарство становив 57 625 доларів США (медіана — 46 728), а середній дохід на одну сім'ю — 70 236 доларів (медіана — 57 066). Медіана доходів становила 41 601 долар для чоловіків та 33 005 доларів для жінок. За межею бідності перебувало 12,7 % осіб, у тому числі 17,1 % дітей у віці до 18 років та 11,7 % осіб у віці 65 років та старших.
Цивільне працевлаштоване населення становило 7946 осіб. Основні галузі зайнятості: виробництво — 27,5 %, освіта, охорона здоров'я та соціальна допомога — 21,6 %, роздрібна торгівля — 12,0 %, мистецтво, розваги та відпочинок — 7,0 %.